# Valencia (Bohol)
Pour les articles homonymes, voir Valencia.
Valencia est une municipalité de la province de Bohol, aux Philippines.
Sa population était de 28 392 habitants en 2020 et comprend 35 barangays.